# Maakenberg
Der Maakenberg ist ein 286,5 m ü. NHN hoher Berg nahe Bielefeld-Sennestadt im Teutoburger Wald.

## Geographie
Der Maakenberg liegt im Naturschutzgebiet Östlicher Teutoburger Wald, östlich des Trockentals Markengrund. Im Norden liegt die Hünensaut, eine Burgruine, im Osten der Brunsberg (277,9 m) und das Menkhauser Bachtal. Im Süden befindet sich das Wochenendhausgebiet „Markengrund“ und das Haus Neuland, im Westen der Lewenberg (312,6 m) und Auf dem Polle (320 m).